# Ulf Peter Hallberg
Ulf Peter Hallberg (Malmö, 1953) è uno scrittore svedese.

## Carriera
Oltre che alla scrittura, Hallberg si dedica anche al teatro: è, infatti, sceneggiatore e regista. In questo campo conta anche una collaborazione importante con Heiner Müller.
Si impegna poi nella traduzione di Passagenwerk di Walter Benjamin, per la quale riceve il Premio dell'Accademia di Svezia nel 1992.
Come scrittore si è affermato grazie a un particolare tipo di narrazione che mescola i generi canonici del romanzo e del saggio. Già con le prime opere ottiene importanti riconoscimenti: il Premio Kabarett nel 1994 per Bilder einer Einstellung, il premio letterario "Samfundet De Nios Vinterpris" nel 2005 per Grand Tour.

## Opere
- 1994: Bilder einer Einstellung
- 1996: Flanörens blick; trad. it. Lo sguardo del flâneur 2002, Iperborea (ISBN 88-7091-101-2)
- 2005: Grand Tour
- 2006: Den stulna fotbollen, trad. it. Il calcio rubato 2006, Iperborea (ISBN 88-7091-142-X)
- 2009: Europeiskt skräp, trad, it. Trash europeo 2013, Iperborea (ISBN 978-88-7091-512-9)